# Gian Gianotti

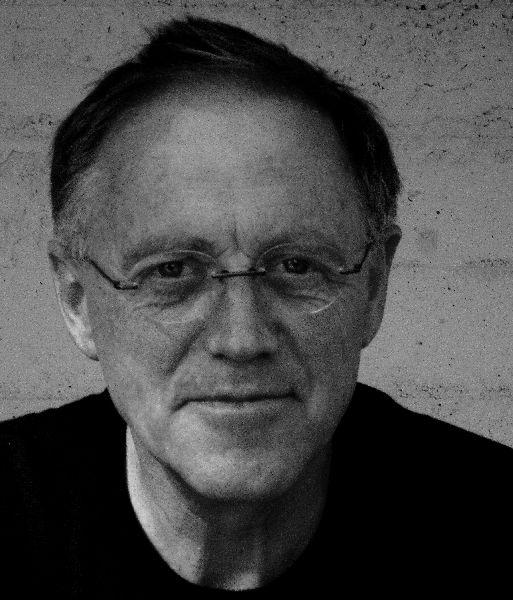
Gian Gianotti (2013)

Gian Gianotti (* 10. Juni 1949 in Vicosoprano, Bergell) ist ein Schweizer Theaterregisseur, Autor und ehemaliger Theaterleiter. Er führte Regie an verschiedenen europäischen Bühnen. Er ist Mitbegründer der Freilichtspiele Chur und war deren künstlerischer Leiter von 1981 bis 1991, ab 1992 Gründer und Leiter der Trägerschaft theaterforum.ch und von 2000 bis 2010 Künstlerischer Direktor am Theater Winterthur. Er war Vorstand und Präsident der Schweizerischen Gesellschaft für Theaterkultur (SGTK) sowie Präsident der Jury zur Vergabe des Hans-Reinhart-Rings.

## Leben
Gian Gianotti ist im bündnerischen Südtal, dem Bergell, geboren und aufgewachsen.
Seine Muttersprachen sind Bergellerisch und Italienisch sowie Rätoromanisch Ladin / Vallader. Als Mitglied einer Sprachminderheit kam er früh in intensiven Kontakt mit den grossen Sprachräumen Italienisch und Deutsch. Die Engadiner Volkstheatertradition war zu seiner Jugendzeit sehr lebendig, Theater wurde zu Schul-, Vereins- und regionalen Anlässen aufgeführt. Gianotti verliess das Bergell nach der obligatorischen Schulzeit und besuchte das Lehrerseminar in Chur, darauf folgte der Umzug nach Zürich und ein begonnenes Studium an der Universität Zürich in den Fächern Germanistik und Psychologie.
Ab 1972 arbeitete Gianotti als Assistent und Hospitant an Theatern und in Produktionen mit. Zuerst am Zürcher Kammertheater Stok, 1973 bis 1974 in Berlin an der Schaubühne am Halleschen Ufer unter Peter Stein am Doppelabend am Antikenprojekt und bei Klaus Michael Grüber am Schauspiel Die Bakchen.
Danach in Mailand bei Giorgio Strehler im Piccolo Teatro di Milano, beim Kirschgarten, in Paris am Théâtre des Bouffes du Nord bei Peter Brook am Timon d’Athène und Les Yks, am Opernhaus Zürich bei der Inszenierung der Zauberflöte durch Imo Moszkowicz im Jahr 1977.
In dieser Zeit inszenierte Gianotti zuerst im Engadin Scena ritmica per ses actuors und in Chur Studie für sechs Schauspieler bei der Gründung der Klibühni Schniderzumft. In rätoromanischen Idiomen folgten Üna festa pro Antonio in Celerina/Schlarigna und Gö da cumün (Jedermann) in Zernez und 1978/79 La Stria, die Tragicomedia Nazionale Bargaiota im Bergeller Idiom in Stampa u. a.
Im Auftrag der Lia Rumantscha richtete Gianotti, im Jahr 1977, deren Theaterstelle ein und leitete sie bis 1985. Die vielfältigen Arbeiten umfassten von Presse- und Information über die Stelle selbst, den Kontakt mit Autoren und Übersetzer auch Vorträge, Kurswesen, Festivals, auch Theaterschulungskurse sowie Inszenierungsaufträge und Projektrealisierungen. Wesentlich war die Kommunikation mit Theaterinteressierten und deren Unterstützung.
Als Gründungsmitglied und künstlerischer Leiter brachte sich Gianotti von 1981 bis 1991 beim Verein Freilichtspiele Chur ein. In dieser Zeit entstanden neun Produktionen. Er inszenierte davon drei: Campiello, Mutter Courage und 1991 Die Vögel. Mit der Zeit folgten Inszenierungen im Engadin, im Bündner Oberland, im Misox, in Bergün, Splügen, La Punt, Davos, Altdorf sowie bei der Claque in Baden, beim Studio am Montag in Bern, beim Staatstheater Stuttgart, in den Stadttheatern St. Gallen, Luzern, Bern, Freiburg im Üechtland, Strassburg, Celle, Rostock, Sofia, Rousse (BG) u. a.
In Chur inszenierte er die erste und die zweite rätoromanische Oper Il Cerchel Magic und Il Semiader von Gion Antoni Derungs am Stadttheater Chur und weitere Produktionen.
Als Festspiele inszenierte Gianotti 1980 in Mesocco La storia di un castello zur 500-Jahr-Feier des Beitritts des Tals zum Grauen Bund der Drei Bünde 1480, 1989 in Davos Bündner Wirren zur 700-Jahr-Feier Davoser Lehensbrief und in Straßburg L’Alsace sans culottes zum Bicentinaire, 1997 Confini e no zum Bicentenario der Trennung des Veltlins von den Drei Bünden. Im Jahr 2001 folgten die Aufführungen in Schaffhausen, Uster, Zürich und Winterthur von Ein Hort, dahin ich immer fliehen möge zur 650- sowie 500-Jahr-Feier der Beitritte von Zürich (1351) und Schaffhausen (1501) zum Bund der Eidgenossen.
Wenig erfolgreich waren die Arbeiten zur Schaffung eines dreisprachigen Rätischen Theaters rtr im Kanton Graubünden; obwohl die Idee mehrheitlich gutwillig aufgenommen wurde, scheiterte das Projekt an Bedenken zu Kostenfolgen in der Abstimmung im Kantonsparlament Graubünden.
In der Position einer Oberspielleitung inszenierte Gianotti, im Jahr 1992, am Schlosstheater Celle Peter Squenz und König Ödipus. Das Johanna-Studioprojekt im neugegründeten Malersaal führte noch in der ersten Probewoche zu seiner Kündigung.
Gianotti erhielt in den Jahren 1991 bis 1995 Lehraufträge am Konservatorium Zürich.
Vom 1. April 2000 bis zum 31. Mai 2010 hatte er die künstlerische Direktion des Theaters Winterthur inne. Seine Schwerpunkte waren die vertiefte internationale Zusammenarbeit, die Jugendsparte und die Theatervermittlung.
Ausserhalb der eigentlichen Theaterarbeit setzte sich Gianotti in kulturellen und politische Gremien für die Belange des Theaters ein. Von 1978 bis 1982 war er in der Schweizerischen Arbeitsgruppe für das Darstellende Spiel in der Schule (SADS) tätig, wo es darum ging, die Stellung der Theaterarbeit im Schulsystem zu stärken. Er arbeitete für die Laienbühnen während acht Jahren als Delegierter im Zentralverband Schweizer Volkstheater (ZSV). Als Vorstandsmitglied und Vizepräsident des Swiss ITI, des schweizerischen Teils des International Theatre Institute ITI, ab 1986 bis 1994 und als Mitglied der UNESCO-Kommission der Schweiz in der Abteilung Kultur vertrat er, zwischen 1985 und 1989, u. a. die Angelegenheiten der Schweizer Theaterschaffenden.
Im Jahr 1986 wurde Gianotti in den Vorstand der Schweizerischen Gesellschaft für Theaterkultur (SGTK) gewählt. Bis 2003 nahm er für die Gesellschaft verschiedene Funktionen war. 1990 wurde er Mitglied der Jury zur Vergabe des Hans-Reinhart-Ring, des höchsten Schweizer Theaterpreises. Zwischen 1995 und 2003 amtete er als Präsident der SGTK sowie der Hans-Reinhart-Ring-Jury.
Gianotti lebt im Kanton Schaffhausen und widmet sich seit einigen Jahren der Malerei. Seine Werke präsentiert er in Einzelausstellungen.

## Rezeption
«Gianottis besonderes Interesse galt einer kontinuierlichen Theaterarbeit im Kanton Graubünden, die alle drei Sprachen des Kantons berücksichtigte: er erarbeitete regelmässig Inszenierungen mit Amateuren und professionellen Theaterschaffenden in verschiedenen Gemeinden, so etwa bei den Freilichtspielen Chur, die er mitbegründete und deren künstlerische Leitung er 1987–91 innehatte»

«Regisseur Gian Gianotti gelingen eindringliche, zum Teil monumentale Szenen. Deutsch, Italienisch und Romanisch erklingen auf der Bühne und offenbaren das sprachliche Kaleidoskon Rätiens.»

«Die Premiere von L’Italiana in Algeri an der Nationaloper in Sofia vom 11. März hat in der bulgarischen Presse ein Riesenecho ausgelöst: Die komische Oper in zwei Akten von Gioacchino Rossini wusste zu begeistern. Vor allem dank der Inszenierung von Gian Gianotti, artistischer Direktor des Theaters Winterthur, und der Ausstattung des Bulgaren Nikola Toromanov.»

## Auszeichnungen
- 1990: Anerkennungspreis des Kantons Graubünden «in Würdigung seiner Leistungen als Regisseur an bedeutenden Bühnen der Schweiz und in Anerkennung seiner Arbeit als Animator des anspruchsvollen Volkstheaters in Graubünden».[2]
- 1979: Premio Bondasca, Bergell

## Inszenierungen

### Schauspiel
- 1974: Studie für sechs Schauspieler, Gianotti, Uraufführung zur Gründung der Klibühni Chur[12]
- 1974: Üna Festa pro Antonio, Grips Theater/Clo Duri Bezzola, rätoromanisch
- 1975: Verkauft, Adolf Muschg
- 1976: Tier/Simulation, Dieter Kühn/Niels Höpfner
- 1976: Gö da Cumün (Jedermann), rätoromanische Bearbeitung Gianotti und Clo Duri Bezzola, Uraufführung auf Schloss Wildenberg
- 1977: Der Weg zur Höhe, Dorothea Hilliger/Gianotti, Uraufführung auf der Klibühni Chur
- 1977: Die Nonnen, Eduardo Manet
- 1978: La Stria, Giovanni Andrea Maurizio, italienisch
- 1979: Il pitschen Prinzi, Der kleine Prinz, Gianotti, rätoromanische Erstaufführung
- 1979: Der Drache und der Prinz, Gianotti, Uraufführung
- 1980: Mesocco, storia di un Castello, Gianotti, italienisch, Uraufführung
- 1981: Angenommen wir machen eine Reise, Gianotti, deutsch, rätoromanisch, italienisch, Uraufführung
- 1981: Perikles, Staatstheater Stuttgart
- 1981: Campiello, Carlo Goldoni, deutsch
- 1983: Ende gut, alles gut, Staatstheater Stuttgart
- 1983: Mutter Courage, Freilichtspiele Chur
- 1984: Das Walserschiff, Silja Walter, Uraufführung
- 1984: Freiheit in Krähwinkel, Schaffhauser Sommer-Theater
- 1985: Glückliche Tage
- 1985: Wie ich zu der Geschichte kam, Amlin Gray
- 1985: Adam da Chamues-ch, Göri Klainguti, rätoromanisch, Uraufführung
- 1986: Häuptling Abendwind, Klibühni Chur
- 1986: Iphigenie, Stadttheater Luzern
- 1987: Die Verliebten, Carlo Goldoni
- 1988: In der Sache J. Robert Oppenheimer, Theater St. Gallen
- 1988: Das große Welttheater, Stadttheater Luzern
- 1988: Igl spiert d`la pedra grossa, Pol Clo Nicolay, rätoromanisch, Uraufführung
- 1988: Land in Sicht, Stephen Poliakoff, Theater St. Gallen
- 1989: Die Gräfin, Donald Freed, Theater Heddy Maria Wettstein
- 1989: L’Alsace san Culottes, David Lang, französisch, Uraufführung in Saarbrücken, Derniere in Strasbourg
- 1989: ROMEO & JULIET, französisch, deutsch, englisch, Beluard Fribourg
- 1990: Der Kirschgarten, Bühnen Bern
- 1990: Fräulein Julie, Theater Chur
- 1991: Die Vögel , Freilichtspiele Chur
- 1992: Grenzgang, Daniele Finzi Pasca
- 1992: Häuptling Abendwind, Volkstheater Rostock
- 1992: Das Weite suchen, Paul Steinmann, Luzerner Spielleute, Uraufführung
- 1993: Peter Squenz, Schlosstheater Celle
- 1994: König Ödipus, Schlosstheater Celle
- 1994: JOHANNA-Projekt Eine szenische Lesung im Studio, Gianotti, Schlosstheater Celle
- 1994: Vereinsamkeit, Paul Steinmann, Luzerner Spielleute, Uraufführung
- 1995: Kassandra, Wolf/Gianotti, Uraufführung
- 1997: nach Afrika, Paul Steinmann, Uraufführung
- 1997: Confini e no, Gianotti, italienisch, Uraufführung
- 1998: Auftritt Brecht, Bertolt Brecht in Chur
- 1998: Willhelm Tell hat traurige Augen, Alfonso Sastre, Sommertheater Schaffhausen
- 1998: MattoMatto, nach Friedrich Glauser, von Paul Steinmann, Uraufführung
- 2000: La Svouta, Jacques Guidon, rätoromanisch, Uraufführung
- 2004: So nah so fern, Johannes von Tepl/Gianotti, Staatstheater Stuttgart, Uraufführung
- 2011: Das Sparschwein, Eugène Labiche, Freilichtspiele Chur
- 2013: Mephistos Geist, nach Goethe, Helmut Jaekel/Gianotti, Uraufführung

### Musiktheater und Oper
- 1979: Frisal – Frisal, Armin Caduff, rätoromanisch, Uraufführung
- 1986: Il cherchel magic, Gion Antoni Derungs, rätoromanisch, Uraufführung
- 1986: Churer Wiehnacht, bearbeitet nach D Zäller Wiehnacht, Gianotti
- 1987: Romeo und Julia auf dem Dorfe, Frederick Delius, Schweizerische Erstaufführung, Bühnen Bern
- 1989: Bündner Wirren, Martin Derungs, Festspiel zur 700-Jahrfeier der Landschaft Davos op. 37, deutsch, rätoromanisch, italienisch, Uraufführung im Eisstadion Davos[13]
- 1992: Babel – Projekt, Matthias Weilenmann/Gianotti, Uraufführung
- 1993: Petrarkismus, Matthias Weilenmann/Gianotti, Musikkonservatorium Zürich, Uraufführung
- 1993: Attinghausen, Franz Xaver Nager, Uraufführung
- 1996: Il Seminader, Gion Antoni Derungs, rätoromanisch, Uraufführung
- 1997: Robert Walser ASCHENBRÖDEL, Martin Derungs op. 60, Text nach Robert Walser, Textfassung Gianotti/Martin Derungs, Uraufführung[13]
- 1997: Ds Gräis, Franz Xaver Nager, Uraufführung
- 2001: Ein Hort, dahin ich immer fliehen möge, Matthias Weilenmann/Gianotti, Uraufführung
- 2005: Bach 1720, Dominik Sackmann/Gianotti, Uraufführung
- 2006: L’italiana in Algeri, italienisch, Staatsoper Sofia Bulgarien
- 2007: Don Pasquale, italienisch, Staatsoper Rousse Bulgarien
- 2008: Le nozze di Figaro, italienisch, Staatsoper Rousse Bulgarien
- 2009: FEALAN, Andreas Nick/Gianotti/Paul Steinmann, Uraufführung
- 2010: TemPest, nach  Der Sturm (Shakespeare), Locke/Martin Derungs/Gianotti, englisch, deutsch, rätoromanisch, spanisch, Uraufführung
- 2011: Guglielmo Tell, Staatsoper Rousse Bulgarien, Erstaufführung in Bulgarien
- 2013: TemPest WA, nach Der Sturm (Shakespeare), Locke/Purcell/Schubert/Martin Derungs/Gianotti, deutsch, Uraufführung der stark reduzierten 1. Fassung von 2010
- 2015: La Cavalleria rusticana, Pietro Mascagni / "Stabat Mater" Rossini, Staatsoper Rousse Bulgarien